# Augustin Krist
Augustin Gustav Krist, né le 12 décembre 1894 et mort le 2 mars 1964, était un arbitre tchécoslovaque de football. Il fut le premier de son pays à arbitrer un match de coupe du monde.

## Carrière
Il a officié dans des compétitions majeures : 
- Coupe Mitropa 1937 (finale aller)
- Coupe du monde de football de 1938 (1 match)
- Coupe Mitropa 1939 (finale aller)